# 飛越上告
飛越上告（とびこしじょうこく）とは、日本の民事訴訟における上告形態の一つ。飛躍（ひやく）上告とも呼ばれる。

## 内容
民事訴訟及び行政訴訟において、第一審の終局判決に対して控訴を行わずして直接法律審へ上訴すること。第一審・第二審は事実審であるため、事実に当事者間の争いがなく、法律問題のみが争点となる場合、訴訟の負担軽減の観点からこの制度が設けられている。上告先は、第一審の管轄が地方裁判所の場合は最高裁判所、簡易裁判所の場合は高等裁判所である。
条件として、当事者間に飛越上告の合意があること（民事訴訟法第281条第1項但書、第311条第2項）が挙げられる。また、この合意は書面でしなければならない。
事実に争いがないのだから、上告裁判所は第一審の認定した事実に拘束される。事実の確定について違法があったことを理由に原判決を破棄できない（第321条2項）。
なお、刑事訴訟法における同種の制度は、跳躍上告と言う。